# Jan-Peter E.R. Sonntag
Jan-Peter E.R. Sonntag (* 1965 in Lübeck, Deutschland) ist ein deutscher Künstler und Komponist. Er beschäftigt sich mit Phänomenen der akustischen Wahrnehmung.

## Leben und Werk
Mit sieben Jahren begann Sonntag Posaune zu erlernen. Seit 1979 macht er experimentelle Klangperformances. 1982 wurde er in die Posaunenklasse von Heinz Fadle, dann bei Herbert Schneider an der Musikhochschule Lübeck aufgenommen und nahm an Workshops von Phil Corner, Vinco Globokar, Albert Mangelsdorff, Ray Anderson, John Cage und Alvin Lucier teil.
Sonntag studierte in den Jahren 1986–1998 Bildende Kunst, Kunstgeschichte (Schwerpunkt Neue Medien), Musik, Musikwissenschaft, Komposition, Germanistik, Soziologie und Philosophie (Ästhetik), überwiegend an der Carl von Ossietzky Universität Oldenburg, unter anderem bei Rudolf zur Lippe, Ivan Illich, Humberto Maturana, J.P.S. Uberoi, Gertrud Meyer-Denkmann und Gustavo Becerra Schmidt.
1988 zeigte er seine erste Einzelausstellung. Gemeinsam mit Franz Erhard Walther führte er 1989 Performances durch und gründete „unerhört“, Verein für Neue Musik, Bremerhaven und „Oh Ton“, Oldenburg. Er arbeitete als Assistent (Philosophie) bei den „Karl Jaspers Vorlesungen zu Fragen der Zeit“ (1989–1992), wurde 1990 Tutor für Medienkunst an der Carl von Ossietzky Universität Oldenburg bei Rudolf zur Lippe und forschte 1993 in einem interdisziplinären Forschungsprojekt der Kognitionswissenschaften zu Raum- und Perspektivwahrnehmung/Theorie. 1991 gründete er die Edition HORCH zusammen mit Jens P. Carstensen. 1993–1995 war er künstlerischer Berater bei der Stiftung Weimarer Klassik für experimentelle Kunst und Musik im Dialog mit der aktuellen Nietzsche-Forschung. 1998 wurde er Assistent bei Mauricio Kagel und gründete hARTware Projekte (Dortmund).
Seit 1996 hält Sonntag Gastvorträge und lehrt u. a. an den Universitäten Hamburg, Istanbul, Rotterdam, Oldenburg und Darmstadt (Arbeitstagung für Neue Musik). 2002 gründete er das N-solab in Berlin. 2007 begann er gemeinsam mit Till Nikolaus von Heiseler im Tesla Berlin mit einer Salonreihe „Narrationen im elektronischen Zeitalter“. Seit Oktober 2009 wurde diese Reihe mit dem „János von Neumann Salon“ fortgesetzt, in Kooperation mit der transmediale und dem Collegium Hungaricum Berlin.
Seit 1990 entstanden vor allem ortsbezogene, interaktive Installationen. Insbesondere beschäftigt sich Sonntag mit Schnittstellen zwischen dem menschlichen Körper und technisch-medialen Systemen. Ein umfassendes Projekt ist das sonArc::project - der domestizierte Blitz, mit dem er sich auf die Suche nach dem Wesen der Elektrizität begibt. 2008 eröffnet er mit sonArc::ema-RADIAL die Ars Electronica.
Sonntag lebt und arbeitet in Berlin.

## Monographie
- sonArc::project. Kulturverlag Kadmos, Berlin 2008, ISBN 978-3-931659-97-4

## Auszeichnungen (Auswahl)
- 2008 CYNETart-Award 08
- 2008 Deutscher Klangkunst-Preis
- 2007 Förderung des sonArc-projects, EU Kultur 2000.
- 2006 „Coppa cannibale“, Preis des Stuttgarter Filmwinters
- 2006 Förderung des sonArc-projects, Hauptstadtkulturfonds
- 2005 Projektresidenz im TESLA im Podewils´schen Palais, Berlin mit sonArc::ion-project
- 2005 Nominiert für den Sony-HD-Award
- 2003 Klangkunststipendium des Berliner Senats
- 2003 Projektförderung der Kulturstiftung des Bundes für "Bowling am Tiber" in Zusammenarbeit mit Peter Carp
- 2002 Arbeitsstipendium Rohkunstbau, Groß Leuthen
- 1999/2000 Stipendium (Komposition) Akademie Schloss Solitude, Stuttgart
- 1997 1. Platz beim „1. Leipziger Improvisationswettbewerb 1997“, Im Duo (tb, p) mit Sangeet Thomas Becker (p), Hochschule für Musik und Theater - Felix Mendelson Bartholdy, Leipzig
- 1994 Gewinner bei einem Kompositionswettbewerb von Hans Joachim Hespos
- 1991 Preis der Universität Oldenburg (Kunstgeschichte)
- 1989 Jugend Jazzt Förderpreis Niedersachsen

## Ausstellungen (Auswahl)
- 2015 Rauschen (Noise), Württembergischer Kunstverein Stuttgart[1]
- 2008 RAWextension f5, SoundART 2008, WDR-Funkhaus, Köln
- 2008 AREyeM, MFF, Collegium Hungaricum, Berlin
- 2008 sonArc::ema - TELEFUNKEN, Spectropia, Riga
- 2008 K-Invers, CREATE BERLIN, London
- 2008 PNEUMA, Skulpturenmuseum Glaskasten Marl
- 2008 Bishkek Art Center, Bishkek, Kirgisien
- 2008 crossroads. nomadic knowledge & art strategies
- 2007 AdK - AKADEMIE DER KÜNSTE, Berlin
- 2007 Borders & The Infinite, transmediale.07, Berlin
- 2007 sonArc::project Auf der Suche nach dem Wesen der Elektrizität, Württembergischer Kunstverein, Stuttgart (Einzelausstellung)[2]
- 2007 Thomas Köner, Jürgen Reble, Jan-Peter E.R. Sonntag, De Vleeshal, Middelburg
- 2006 Expanded Media. Medien im Raum, Württembergischer Kunstverein, Stuttgart
- 2006 pong.mythos, Württembergischer Kunstverein, Stuttgart
- 2006 Media-Scape, Galerija Rigo, Novigrad
- 2006 Strictly Berlin, Berlin
- 2004 Künstlerhaus Bethanien, Berlin
- 2004 Dorf in die Metropole
- 2005 North by Northwest, Edith-Ruß-Haus für Medienkunst, Oldenburg (Einzelausstellung)
- 2003 HMKV - Hartware MedienKunstVerein, Dortmund
- 2003 games - Computerspiele von KünstlerInnen
- 2000 STREAM - Installation, Akademie Schloß Solitude, Stuttgart
- 1999 Lost in Sound, Centro Gallego de Arte Contemporánea, Santiago de Compostela
- 1998 Reservate der Sehnsucht, HMKV - Hartware MedienKunstVerein, Dortmund, Scattered Affinities, Apexart, New York City, NY
- 1997 Oktober 1917–1997, Norwich Gallery, Norwich (England)

## Diskographie (Auswahl)
- 90 Sekunden Wirklichkeit, DEGEM CD8, 960.208, LC 3738, 2005.
- Rwl, tulpas, SELEKTION, SCD 024, 1997.
- Jan-Peter E.R. Sonntag, grün, HORCH, ldt. Edition CD and foliot, 1997.
- Jens P. Carstensen, 4 Tapeten, HORCH / Q-Tip-MusiK, 1995, LC 8098
- Sangeet N’Trust, Realize You’re Free, Komposition Thomas Becker, O ILIOS MUSIC, 1995, LC 5127
- Swim Two Birds, THE BLOODY THUMB COOKBOOK, veraBra records, 1994, LC 8098
- Franz Erhard Walther, Akustisches, HORCH 1 / Q-Tip-MusiK, 1993, LC 4888
- 2nd kind, ling-lin-garden, DDR, 1993, LC 7483
- Jan-Peter E.R. Sonntag, Sammlung aus dem Studiolo, 6 miniatures on VHS video
- Swim Two Birds, APSION veraBra records, 1992, LC 8098
- WEAREONE (Sampler), Charly Records, 1992, LC 7479